# Comuna Klițko, Horodok
Klițko (în ucraineană Кліцько) este o comună în raionul Horodok, regiunea Liov, Ucraina, formată din satele Andrianiv, Iakîmciîți, Klițko (reședința) și Zabolottea.

## Demografie
Componența lingvistică a comunei Klițko
     Ucraineană (99,28%)
     Alte limbi (0,36%)
Conform recensământului din 2001, majoritatea populației comunei Klițko era vorbitoare de ucraineană (99,28%), existând în minoritate și vorbitori de alte limbi.